# اختلال شخصیت افسرده
اختلال شخصیت افسرده (انگلیسی: Depressive personality disorder) نوعی اختلال شخصیت است که تشخیص و تفکیک آن با افسردگی مورد اختلاف است. اختلالات شخصیت عبارتند از مجموعه اختلال‌های روان شناختی که ویژگی اصلی آن‌ها رفتارهای خشک و غیرقابل انعطاف است.
بر اساس DSM-IV-TR ده اختلال شخصیت در سه گروه طبقه‌بندی شده است که اختلال شخصیت افسرده یکی از این گروه‌ها است ولی در DSM-V این گروه حذف شده است.
افراد مبتلا به این نوع اختلال شخصیت این ویژگی‌ها را ممکن است داشته باشند: غمگین، دلسرد، بدبین، بی‌اراده، شناختن خود به عنوان فردی آسیب پذیر، رها و ناتوان.